# 感覺統合
感覺處理（英語：Sensory processing）是從自己的身體和環境中組織感覺的過程，從而使在環境中有效地使用身體成為可能。具體來說，它涉及大腦如何處理多種感覺模式輸入，例如本體感覺、視覺、聽覺系統、體感、嗅覺、前庭系統、內感受（英語：Interoception）和味覺，從而轉化為可用的功能輸出。
一段時間以來，人們一直認為來自不同感覺器官的輸入在大腦的不同區域進行處理。大腦這些專門區域內部和之間的交流被稱為功能整合。

## 定義
感覺統合的定義是指一種神經過程，用以組織來自身體及環境的感覺訊息，好讓個體可以有效運用其肢體與環境互動。若感覺統合出現障礙時，會產生知覺、語言、認知障礙、情緒及行為控制不良等問題，也就是無法正常與外界事物反應。
異常反應:
- 將訊息完全抑制、肢體無反應或反應遲鈍（例如：自閉症）。
- 將訊息過分反應、造成焦慮、不專心（例如：過動兒）。

## 異常的原因
- 遺傳:先天性障礙，此類在治療上改變有限。
- 環境的毒素:例如鉛中毒造成腦部的傷害。
- 腦部缺氧:幼兒在腦部生長期中，受到缺氧傷害。
- 感覺的剝奪:A.外來刺激太少 B.活動空間太少 C.模仿對象太少。
- 人類的感覺有本體感覺和前庭感覺，又稱本體平衡和前庭平衡。
- 本體感覺—由本體肌肉來反應訊息，維持本身平衡。
- 前庭感覺—由內耳管制平衡。

## 異常的症狀
- 對觸覺、視覺、聲音等刺激有過度敏感的現象。
- 對感覺刺激敏感度過低(遲鈍的反應)。
- 活動量不尋常的高或低。
- 協調性障礙—常撞到東西、常摔跤、困難複雜的動作組合會形成不知如何著手，順序雜亂，無法一貫完成等現象。
- 行為組織能力差一處理事理缺乏計劃。
- 語言、動作發展遲緩，或學業成績低落。
- 自我管理差，生活自理產生問題。

## 異常的行為表現
- 很容易從椅子上跌下來。
- 經常碰掉書桌上的東西。
- 一般而言，行為有些混亂、無組織。
- 與同年齡小孩比較，動作較笨拙且不協調。
- 容易被外界聲光或鄰座同學的舉動所分心。
- 上課時左顧右盼，維持注意力的時間短暫。
- 對壓力的忍受度低，或容易感到挫折。
- 做白日夢或無法注意周圍事物，但聽力正常。
- 容易興奮。
- 情緒轉變快速。
- 有攻擊性行為，如碰撞或推倒他人。
- 厭惡別人的觸摸。
- 排拒從事較污穢的活動，如玩泥巴、用手指畫畫等。
- 過動，如無目的性地動個不停。
- 活動過少且動作緩慢。
- 語言能力有問題，如構音障礙（例如：發音問題）。
- 精細動作協調性不佳。
- 智力正常，但對閱讀或數學的學習有困難。

## 治療原則
感覺統合運動訓練，並非在補強其運動能力的不足，而主要是藉著提高運動的體能和技能的過程，來培養感覺統合失調兒童更積極、專注的態度，以發展健康的人格。
- 越早治療越好把握3至5歲治療黃金期。
- 療效的產生約半年至一年。
- 必須反覆治療。
- 改善粗動作、精細動作之協調能力。
- 對感覺刺激之反應正常化。
- 促進語言發展。
- 促進組織能力。
- 改善過動。
- 增進視線接觸。
- 增進注意力持續度。
- 學業進步。

## 刷身治療
刷身是一項適合加入感覺餐單的治療方法，使用深層壓力按摩四肢和背部，配合關節的按壓，以幫助減少感官防禦。這項技巧由美國臨床心理學家及職業治療師Patricia Wilbarger研發，使用刷身治療都必須接受合格人員的訓練和監督。過程中會使用特製的觸覺刷 (Wilbarger Brush)，不可以隨便使用其他刷子例如沐浴海綿球代替。

## 感覺統合失調
會運用自身的感官去摸索來適應周遭的環境與學習生活，透過不同的感覺器官傳達給大腦吸收其資訊，然後對不同感覺的資訊進行整合，最後反映在孩童外顯行為的表現，若是面對環境適應困難或是學習上障礙，導致出現發展遲緩的現象。造成失調的原因甚多，神經系統、大腦、骨骼缺陷都會導致此現象，而大腦與神經的聯繫間不協調也會如此。